# 429-й окремий полк безпілотних систем «АХІЛЛЕС»
429-й окремий полк безпілотних систем «АХІЛЛЕС» (429 ОП БпС) — підрозділ Сухопутних військ України.
Кістяк підрозділу — добровольці, які долучилися до Територіальної оборони Києва в перший день повномасштабного вторгнення у Дніпровському районі столиці. Рота ударних безпілотних авіаційних комплексів «АХІЛЛЕС» 92 ОШБр формувалася на базі 128 батальйону 112 окремої бригади ТрО ЗСУ і надалі була масштабована до батальйону.
Підрозділ брав участь у битві за Київ (2022), битві за Харків (2022), Слобожанському контрнаступі  (2022), боях за Куп’янськ (2022), боях за Сватове, битві за Донбас, битві за Бахмут, боях за Соледар, боях за Часів Яр, боях на півночі та сході Харківської області (2024—2025).

## Історія
Основа підрозділу — добровольці четвертої роти 128 батальйону 112 бригади ТрО ЗСУ. Більшість бійців до повномасштабного вторгнення не мали належної підготовки — це були звичайні громадяни.
З 24 лютого до 3 березня 2022 четверта рота 128 батальйону 112 бригади ТрО ЗСУ тримала оборону  аеродрому «Чайка»  у передмісті столиці (Житомирський напрямок під час битви за Київ), після чого була передислокована на Броварський напрямок.
11 квітня 2022 року командиром четвертої роти 128 батальйону 112 бригади ТрО ЗСУ став Федоренко Юрій Сергійович.

### Зародження підрозділу БпЛА
У травні 2022 року підрозділ брав участь у боях на Харківщині. Утримував позиції біля населеного пункту Базаліївка (Харківська область, Чугуївський район). В цей самий період на базі підрозділу виникла група, що застосовувала безпілотні літальні апарати з метою аеророзвідки. За ініціативи командира Юрія Федоренка четверта рота 128 батальйону 112 бригади ТрО ЗСУ почала працювати в інтересах артилерії 92-ї бригади як підрозділ аеророзвідки.
28 травня 2022 року відбулась перша спільна операція  аеророзвідників четвертої роти 128 батальйону 112 бригади ТрО ЗСУ та артилеристів 92-ї бригади, в результаті якої було знищено техніку та особовий склад противника. Надалі співпраця аеророзвідників  та артилеристів 92-ї бригади стала постійною.
З червня до серпня 2022 року підрозділ «закривав» розвідувальними розрахунками БпЛА такі населені пункти в Харківській області: Балаклія, Коробочкине, Пушкарне, Леб’яже,  Базаліївка, Печеніги.

### Козацька рада
У серпні 2022 року 128 батальйон 112 бригади ТрО ЗСУ мав у повному складі піти на ротацію. Але значна частина роти вважала, що залишати позиції недоцільно. Інша  частина підрозділу виявила бажання піти на ротацію. В цих умовах відбулася загальна нарада, яку надалі згадували як Козацьку раду. На нараді було ухвалене рішення не залишати позиції. Рота під командуванням Юрія Федоренка (позивний «Ахіллес») продовжила виконання бойових завдань у Харківській області.  

### Звільнення Слобожанщини й битва за Донбас
У вересні 2022 року групою БпЛА зі складу роти було здійснено вогневе ураження ворожих позицій в районі населених пунктів Вовчий Яр та Степове. Після цього сили наступу змогли успішно пройти лінію оборони противника і вийшли на рубіж населеного пункту Іванівка (Харківська область).
Того самого місяця підрозділ проводив стабілізаційні заходи в населених пунктах Іванівка, Шевченкове та Миколаївка, під час яких були виявлені коригувальники ворожого вогню. Частина підрозділу діяла у смузі 14 ОМБр, яка проводила наступальні дії в напрямку населених пунктів Великий Бурлук і Вовчанськ (Харківська область).
У вересні 2022 року група зі складу підрозділу під особистим командуванням Юрія Федоренка зайняла кругову оборону в лісі поблизу села Грушівка під Куп’янськом. З оточення бійці сім годин коригували вогонь артилерії по укріпрайону противника.
У звільненому Куп’янську на базі роти з’явилася майстерня дронів. За словами командира Юрія Федоренка, це дало можливість вивільнити час бійців для бойової роботи та значно підвищило ефективність підрозділу. Надалі на базі підрозділу виникла ще одна майстерня.
У січні 2023 року рота вела бої на Сватівському напрямку, деокупувала населений пункт Новоселівське та зайняла позиції для подальшого розвитку контрнаступальних дій.

### Створення РУБпАК "АХІЛЛЕС"
26 січня 2023 року рота офіційно стала однією з перших рот ударних авіаційних комплексів (РУБпАК «АХІЛЛЕС») в Україні у складі 92 ОМБр імені кошового отамана Івана Сірка.
До травня 2023 року підрозділ брав участь у боях під Куп’янськом. З березня по травень 2023 року у боях з ПВК «Вагнер» під населеним пунктом Хромове. З травня по липень 2023 року рота брала участь у боях за Соледар, зупиняючи штурми противника. З липня по травень 2023 року в боях в районі населених пунктів Кліщіївка та Андріївка.
У листопаді 2023 року група аналітиків на замовлення Центрального управління безпілотних систем оцінила спроможності 16 із 93 рот ударних дронів (РУБпАК). Три роти показали найкращі результати. «АХІЛЛЕС» був у трійці найефективніших.

### Масштабування до батальйону
31 січня 2024 року на основі РУБпАК «АХІЛЛЕС» створено батальйон ударних безпілотних авіаційних комплексів (БУБпАК) «АХІЛЛЕС» 92 ОШБр ім. кошового отамана Івана Сірка.
Масштабування роти до батальйону мало математичне підґрунтя. За даними соціальних мереж батальйону, у 2023 році «ахіллесівці» уразили 2332 ворожі цілі, з них знищено: 264 одиниці техніки та 884 інженерно-фортифікаційні споруди.
Навесні 2024 року батальйон ударних БпАК «АХІЛЛЕС» 92 ОШБр регулярно відбивав атаки на населені пункти Андріївка, Часів Яр та Іванівське. 
5 квітня 2024 року батальйон встановив власний рекорд: за одну добу було знищено 10 одиниць техніки противника, зокрема п’ять одиниць БМД-2, чотири одиниці БМП-2, одна одиниця багі. Максимальну ефективність показав FPV-розрахунок бійця на псевдо Дарвін. 
У травні 2024 року батальйон ударних БпАК «АХІЛЛЕС» був передислокований з Донецької області на Харківщину для відбиття наступальної операції росіян, що розпочалася 10 травня.
У травні-червні 2024 року батальйон ударних БпАК «АХІЛЛЕС» інтенсивно завдавав вогневих уражень по противнику за лінією бойового зіткнення, на його території – у Бєлгородській області рф. За перші два тижні червня 2024 року, за межами державного кордону на території ворога батальйон ударних БпАК «АХІЛЛЕС» 92 ОШБр ім. кошового отамана Івана Сірка вразив 92 цілі, зокрема понад 11 протитанкових гармат, гаубиць та інших артилерійських систем, два танки, 20 одиниць легкоброньованої автомобільної техніки.
18 липня 2024 року один з екіпажів батальйону ударних БпАК «АХІЛЛЕС» уразив і суттєво пошкодив новітню самохідну артилерійську установку 2С43 «Мальва» на напрямку Липці – Глибоке, що на Харківщині. Це перший в історії випадок, коли «Мальва» була уражена FPV-дроном.
За перші вісім місяців 2024 року батальйон ударних БпАК «АХІЛЛЕС» 92 ОШБр уразив 4957 законних військових цілей противника. Сили батальйону доставили 547 гуманітарних вантажів для підтримки піхотних підрозділів.
25 вересня 2024 року на Куп’янському напрямку екіпаж батальйону ударних БпАК «АХІЛЛЕС» 92 ОШБр знищив російську далекобійну артилерійську систему 152мм калібру – 2С5 «Гіацинт-С».
26 вересня 2024 року батальйон ударних БпАК «АХІЛЛЕС» 92 ОШБр встановив черговий рекорд по знищенню техніки противника протягом однієї доби. Цього дня ворог здійснив спробу механізовану штурму на Купʼянському напрямку в районі Піщаного: у бік Колісниківки та Кругляківки рухалося близько 50 одиниць російської броньованої техніки з десантом. Батальйон ударних БпАК «АХІЛЛЕС» 92 ОШБр знищив та уразив 40 одиниць військової техніки. Зокрема, знищено 14 одиниць, з них п'ять БМП, три танки, один БТР, один МТЛБ, два «Урали», одна «буханка», один квадроцикл. Уражено 26 одиниць, з них 10 танків, 10 БМП, два БРЕМ, три МТЛБ, один «Урал».
Всього за вересень 2024 року батальйон ударних БпАК «АХІЛЛЕС» 92 ОШБр знищив та уразив 1475 законних військових цілей противника. Також за цей період силами батальйону доставлено 247 гуманітарних вантажів (вода, продукти, медикаменти) для українських піхотинців.
11 грудня 2024 року батальйон ударних безпілотних авіаційних комплексів "Ахіллес" разом із гвардійцями Першої президентської бригади НГУ "Буревій" та десантниками 77-ї окремої аеромобільної бригади відбив спробу механізованого наступу російських військ на Купʼянському напрямку. Батальйон "Ахіллес»" пошкодив та зупинив 8 ББМ й остаточно знищив сім одиниць: один танк, три БМП, три МТ-ЛБ.
18 грудня 2024 року противник намагався розширити плацдарм біля річки Оскіл, висунувши дві колони техніки у двох напрямках. Батальйон "Ахіллес" спільно з гвардійцями 1-ї бригади оперативного призначення "Буревій" та десантниками 77-ї окремої аеромобільної бригади зупинив механізований наступ. Загалом було пошкоджено й знищено 21 бойову броньовану машину, зокрема, знищено: два танки, дев’ять БМП; уражено один МТ-ЛБ, один БТР, вісім БМП.
20 грудня армія рф атакувала околиці Купʼянська, залучивши 5 одиниць броньованої техніки. БУБпАК «АХІЛЛЕС» 92 ОШБр спільно зі 116 ОМБр, 114 ОБр ТрО та 1 БрОП «Буревій» відбив наступ та спалив техніку. Екіпажі батальйону "АХІЛЛЕС" знищили три БМП та один танк, ще одна БМП – пошкоджена.
3-го та 4-го січня 2025 року батальйон ударних безпілотних авіаційних комплексів "Ахіллес" 92-ї ОШБр разом із гвардійцями бригади НГУ "Буревій" та десантниками 77-ї окремої аеромобільної бригади відбив два штурми на Куп’янському напрямку в районі села Загризове. Екіпажі БПЛА батальйону ударних БпАК "АХІЛЛЕС" протягом двох днів зупинили 20 одиниць броньованої техніки противника. Серед них рідкісний мінний загороджувач ГМЗ-3. До цього моменту, осінтерами проєкту ORYX було зафіксовано втрату армією РФ лише 6 подібних машин.

### Масштабування до полку
29 січня 2025 року батальйон ударних безпілотних авіаційних комплексів "АХІЛЛЕС" 92 штурмової бригади імені кошового отамана Івана Сірка масштабувався у 429 окремий полк безпілотних систем у складі Сухопутних військ України. За словами командира 429-го окремого полку безпілотних систем Юрія Федоренка, масштабування підрозділу відбулося внаслідок успішного виконання бойових завдань. За неповні три роки «ахіллесівці» знищили 19 853 ворожі цілі без можливості відновлення. В "АХІЛЛЕСІ" порахували: щоб умістити всі знищені ними сили та техніку противника, знадобилося б шість Красних площ.

## Рекрутинг та навчання
З січня 2024 року розпочалась рекрутингова кампанія до підрозділу. У липні того ж року на базі батальйону запрацював Навчальний центр. Методики та програми націлені на навчання не окремих пілотів, а розрахунків БпЛА. Такий підхід, за задумом командирів, має забезпечити максимальне злагодження груп у бойових умовах. Програми розроблені інструкторами, які є бійцями батальйону.

## Командування
Командир — майор Федоренко Юрій Сергійович (позивний «Ахіллес»).

## Символіка
Золотий спис – символізує прагнення до мети, враження цілі, першість на полі бою та у технологічному розвитку.

## Відомі особистості у складі підрозділу
- Феліпенко Юрій Сергійович, актор
- Темляк Костянтин Олександрович, актор
- Шмагайло Антон Сергійович, повний лицар ордена Богдана Хмельницького

## Цікаві факти
Назва підрозділу збігається з позивним командира — Ахіллес. Деякі позивні представників особового складу підрозділу з’явились під впливом історично-пригодницького фільму «Троя» (2004 рік) за мотивами «Іліади».
Під час звільнення Куп’янська бійці батальйону ударних БпАК «АХІЛЛЕС» врятували контужену вівчарку на прізвисько Джек, яку згодом взяла до себе сім’я італійського співака Андреа Бочеллі.
9 травня 2023 року під час Битви за Бахмут біля населеного пункту Хромове боєць батальйону на псевдо Боксер разом з розвідниками 92 ОШБр полонив російського військовослужбовця за допомогою дрона.